# Boeing KC-46 Pegasus
Boeing KC-46 Pegasus este un avion militar american de realimentare și transport militar strategic dezvoltat de Boeing din avionul său cu reacție 767. În februarie 2011, cisterna a fost selectată de către Forțele Aeriene ale Statelor Unite (USAF) drept câștigător în competiția cu cisterne KC-X pentru a înlocui vechile Boeing KC-135 Stratotankers. Prima aeronavă a fost livrată Forțelor Aeriene în ianuarie 2019. Forțele aeriene intenționează să achiziționeze 179 de avioane Pegasus până în 2027.